# HMCS Calgary (FFH 335)
La HMCS Calgary es una fragata de la Clase Halifax que ha servido en las Fuerzas Canadienses y la Marina Real Canadiense desde 1995. El Calgary es el sexto buque de su clase y el segundo buque en llevar la designación HMCS Calgary . Fue construida como parte del Proyecto de Fragata de Patrulla Canadiense .El Calgary comenzó el reacondicionamiento de FELEX (Frigate Equipment Life Extension) en junio de 2012. Está asignada a las Fuerzas Marítimas del Pacífico (MARPAC) y tiene su puerto base en CFB Esquimalt . El Calgary sirve en misiones MARPAC que protegen la soberanía de Canadá en el Océano Pacífico y hacen cumplir las leyes canadienses en su mar territorial y zona económica exclusiva .

## Descripción y diseño
El diseño de las fragatas de clase Halifax al que pertenece el Calgary fue ordenado por las Fuerzas Canadienses en 1977 como reemplazo de los antiguos St. Laurent, Restigouche, Mackenzie y  Annapolis . clases de escoltas de destructores, todos ellos encargados para guerra antisubmarina . En julio de 1983, el gobierno federal aprobó el presupuesto para el diseño y la construcción del primer lote de seis nuevas fragatas de las que formaba parte  la Calgary, de las doce que finalmente se construyeron. Para reflejar la estrategia cambiante a largo plazo de la Marina durante las décadas de 1980 y 1990, las fragatas de clase Halifax se diseñaron como un buque de guerra de propósito general con un enfoque particular en las capacidades antisubmarinas.
Tal como fueron construidos, los buques de la clase Halifax desplazan 4750 toneladas largas (4826,2 t) y eran 441 pies 9 pulgadas (134,6 m) largo total y 408 pies 5 pulgadas (124,5 m) entre perpendiculares con una manga de 53 pies 8 pulgadas (16,4 m) y un calado de 16 pies 4 pulgadas (5 m) . Eso los hizo un poco más grandes que los destructores de clase Iroquois . Los buques son propulsados por dos ejes con hélices de paso controlable Escher Wyss impulsadas por un sistema CODOG de dos turbinas de gas General Electric LM2500, generando   en el eje  y un motor diésel SEMT Pielstick 20 PA6 V 280, que genera  .
Esto da a las fragatas una velocidad máxima de 29 nudos y un rango de 7000 millas náuticas (12 964 km)  mientras usan sus motores diésel. Utilizando sus turbinas de gas, los barcos tienen un alcance de 3930 millas náuticas (7278,3 km)  . La clase Halifax tiene un personal naval de 198 personas de los cuales 17 son oficiales.

### Armamento y aviones
Mientras se construían, los barcos de la clase Halifax desplegaron el helicóptero CH-124 Sea King, que actuó en conjunto con los sensores a bordo para buscar y destruir submarinos a largas distancias de los barcos. Los buques disponen de una cubierta para helicópteros equipada con un sistema de " trampa para osos " que permite el lanzamiento y recuperación de helicópteros hasta en estado de mar 6 . La clase Halifax también lleva un arma antisubmarina cercana en forma de torpedo Mark 46, lanzado desde tubos de torpedos gemelos Mark 32 Mod 9 en compartimentos de lanzamiento a ambos lados del extremo delantero del hangar de helicópteros.
Tal como se construyó, la función antibuque está respaldada por el misil tierra-tierra RGM-84 Harpoon Block 1C, montado en dos tubos de lanzamiento cuádruples en el nivel de la cubierta principal entre el embudo y el hangar de helicópteros. Para la autodefensa antiaérea, los barcos están armados con el misil tierra-aire de lanzamiento vertical Sea Sparrow en dos lanzadores Mk 48 Mod 0 de ocho celdas colocados a babor y estribor del embudo. Los buques llevan 16 misiles. Un Raytheon / General Dynamics Phalanx Mark 15 Mod 21 Close-In Weapon System (CIWS) está montado en la parte superior del hangar de helicópteros para una defensa de "último recurso" contra objetivos que evaden al Sea Sparrow.

### Contramedidas y sensores
Tal como está construido, el sistema de señuelo consta de dos lanzadores de señuelos Shield Mark 2 de BAE Systems que disparan contramedidas a 2 kilómetros (1,2 mi) y cohetes infrarrojos a 169 metros (184,8 yd) en modos de distracción, confusión y seducción centroide. El señuelo de torpedo es el señuelo acústico remolcado AN / SLQ-25A Nixie de Argon ST. El receptor de advertencia de radar del barco, el CANEWS (Sistema de Guerra Electrónica Canadiense), SLQ-501, y el bloqueador de radar, SLQ-505, fueron desarrollados por Thorn y Lockheed Martin Canada.

### Modernización
La clase Halifax se sometió a un programa de modernización, conocido como el programa de modernización de la clase Halifax (HCM), con el fin de actualizar las capacidades de las fragatas para combatir amenazas modernas más pequeñas, más rápidas y más móviles. Esto implicó la actualización de los sistemas de comando y control, radar, comunicaciones, guerra electrónica y armamento. Otras mejoras, como la modificación de la embarcación para acomodar el nuevo helicóptero Sikorsky CH-148 Cyclone y los enlaces satelitales, se realizarán por separado del programa FELEX principal.

## Historial operativo

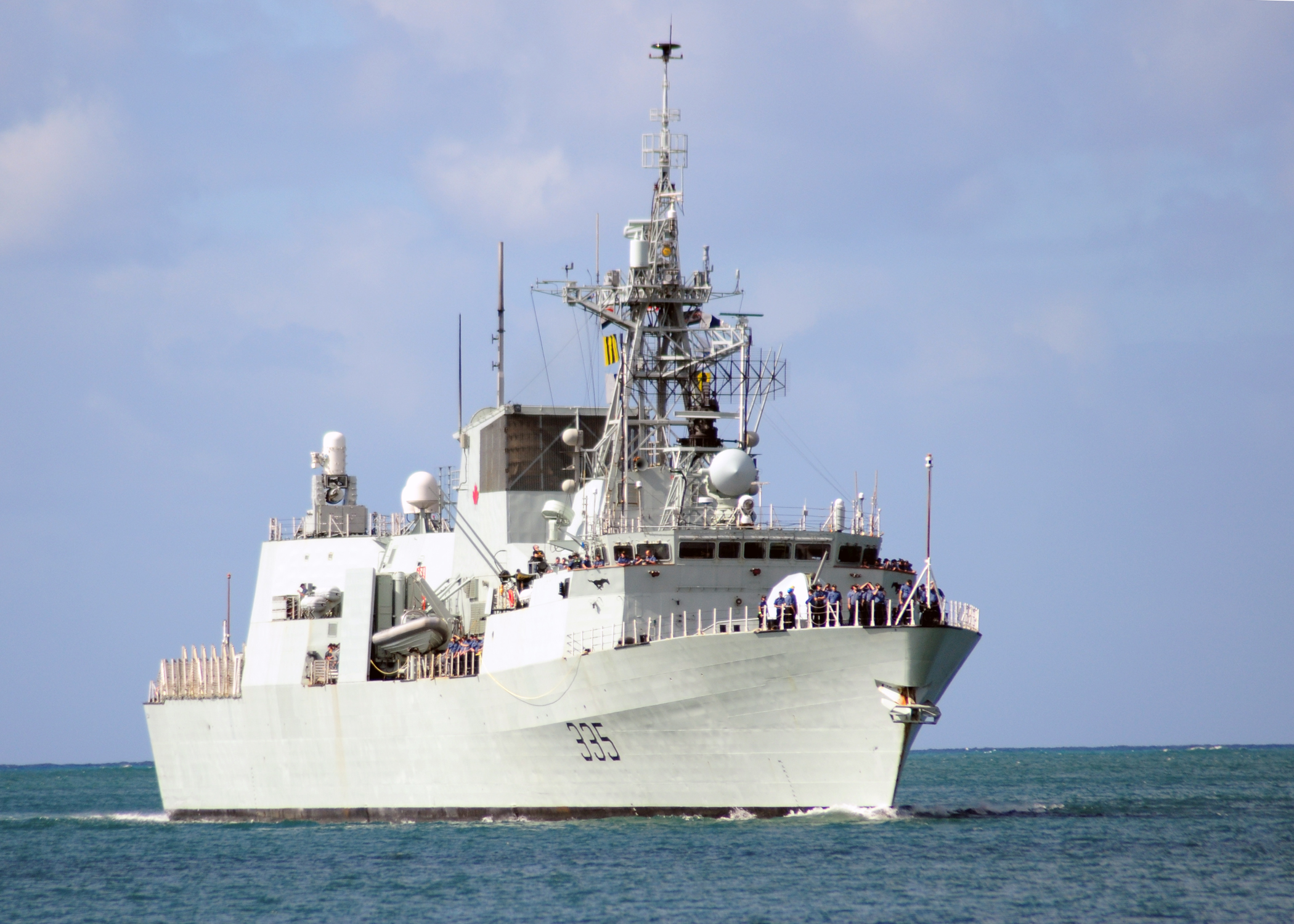
El HMCS Calgary se detiene en la Base Conjunta Pearl Harbor-Hickam, Hawái, para apoyar los ejercicios Rim of the Pacific (RIMPAC) 2010.

La construcción del Calgary comenzó  el 15 de junio de 1991 por MIL Davie Shipbuilding en Lauzon y botado el 28 de agosto de 1992. Fue puesto en servicio en las Fuerzas Canadienses el 12 de mayo de 1995 y lleva el símbolo de clasificación de casco 335.
El 10 de julio de 1995, el Calgary fue enviado al Golfo Pérsico como parte de la fuerza utilizada para imponer sanciones a Irak, y su misión duró hasta diciembre de ese año. Mientras se dirigía a casa, ayudó al granelero que se hundía Mount Olympus .En Ella rescató a los 30 miembros de la tripulación, llevándolos al carguero Rodopi . El Calgary fue desplegado como parte del bloqueo de la OTAN a Yugoslavia en el mar Adriático.

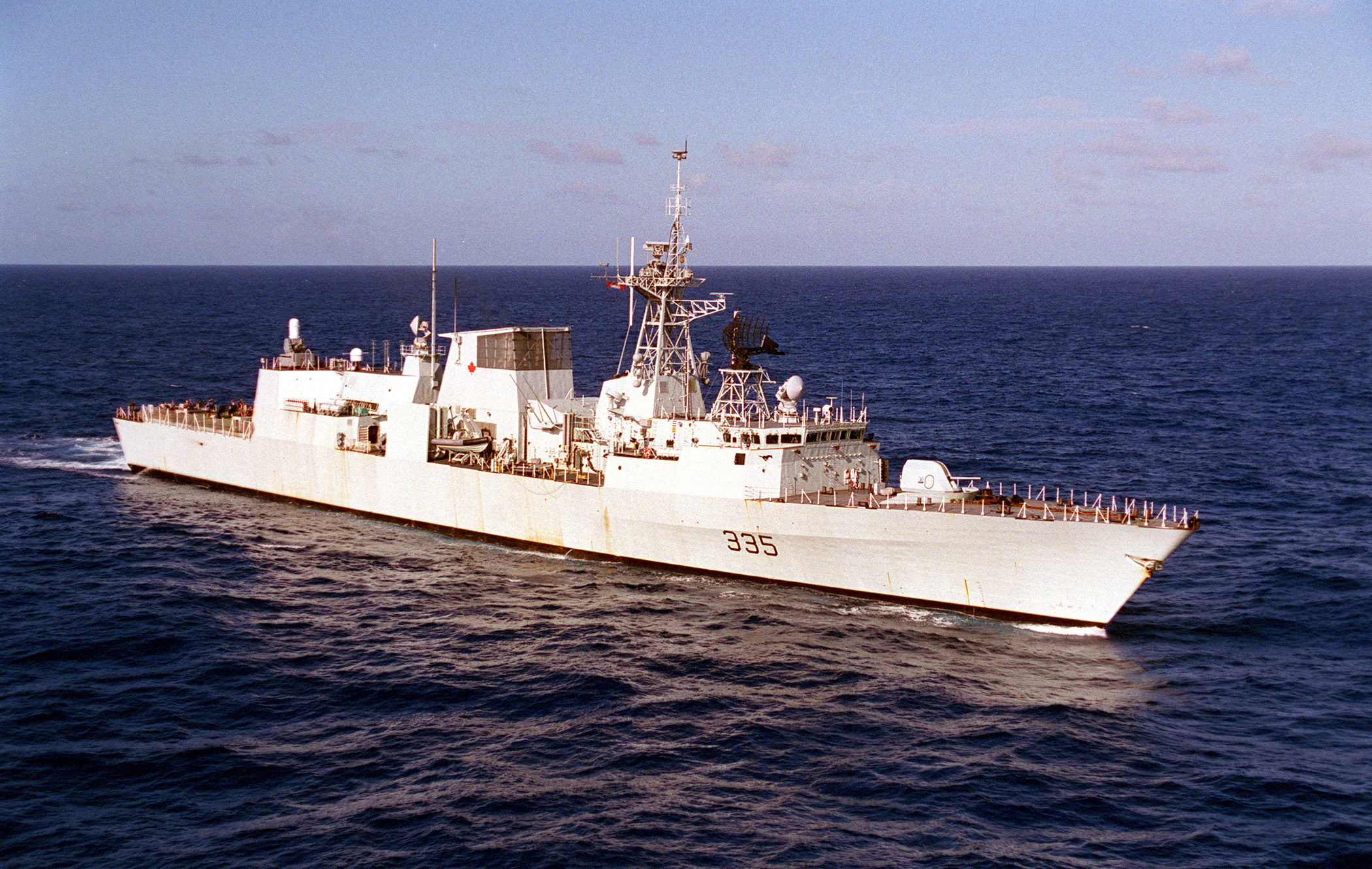
HMCS Calgary se desplegó en el ejercicio "Tandem Thrust" en 1999.

En 1999, mientras participaba en el ejercicio naval "Tandem Thrust", el Calgary sufrió la avería de uno de sus generadores diésel. Al año siguiente, la fragata volvió a desplegarse en el Golfo Pérsico, una vez más como parte del grupo que aplicaba las sanciones contra Irak, reemplazando al barco hermano Regina . El Calgary navegó al Golfo Pérsico en 2003 como parte de la Operación Apolo . Durante su tiempo en la operación, el barco realizó 24 abordajes de embarcaciones sospechosas. El Calgary fue el último barco en desplegarse como parte de la operación, que finalizó con la salida del barco el 1 de noviembre de 2003.
En 2008, con el buque auxiliar Protecteur y el destructor Iroquois, el Calgary navegó hasta el Cuerno de África para unirse a la Combined Task Force 150 .El Calgary pasó su tiempo realizando intercepciones  marítimas de personas y contrabando de drogas y deteniendo la piratería entre Somalia y Yemen. En 2009, el Calgary navegó hasta el Mar Caribe para participar en la Operación Caribbe, la operación canadiense de intercepción  de drogas.
El 6 de junio de 2011, el Calgary atracó  en Victoria Shipyards de Seaspan Marine Corporation, para comenzar una actualización y modernización de mediana edad de 18 meses. El Calgary fue devuelto a la Marina Real Canadiense desde Victoria Shipyards el 1 de junio de 2012 y, a partir del otoño de 2013, realizó pruebas de aceptación en el mar.
En octubre de 2015, la fragata Calgary, junto con la fragata Chicoutimi y la Vancouver, participaron en el ejercicio naval TGEX. En junio de 2016, el Calgary, el Vancouver, el Saskatoon y el Yellowknife zarparon de Esquimalt para participar en el ejercicio naval RIMPAC.